# Unión Eslava
Movimiento Nacionalsocialista "Unión Eslava" ( en ruso: Национал-социалистическое движение "Славянский союз", romanizado: Natsional-sotsialistícheskoie dvizhéniye "Slavianski soyuz" ) es una organización neonazi rusa fundada en 1999 por Dmitri Diómushkin. En 2010, fue prohibido por el Tribunal Municipal de Moscú .

## Historia
Unión Eslava fue fundada en septiembre de 1999 por Dmitri Diómushkin.
La Unión Eslava fue prohibida por el Tribunal Municipal de Moscú el 27 de abril de 2010 tras las acusaciones de los fiscales de que el grupo promueve el nacionalsocialismo con "ideas similares a la ideología de la Alemania nazi". En respuesta a la prohibición del 27 de abril, Diómushkin señaló que la Unión Eslava había sido "prohibida en toda Rusia" e indicó que "definitivamente" se presentaría una apelación a la autoridad legal superior de la prohibición de la organización. Desde entonces,el grupo se ha mantenido activo en la clandestinidad.
En septiembre de 2010, surgió información de que la organización supuestamente había abierto oficinas en Noruega. Esto se informó cuando Viacheslav Dátsik se presentó ante las autoridades de inmigración noruegas solicitando asilo político. Dátsik había escapado poco antes de una institución mental cerca de San Petersburgo y se creía que había llegado a Noruega a bordo de un barco de tráfico de armas. Junto con otras dos personas, fue arrestado por la policía noruega bajo sospecha de tener posibles vínculos con el crimen organizado.

## Otras lecturas
- Semyon Charny, "Racismo, xenofobia, discriminación étnica y antisemitismo en Rusia (enero-junio de 2005)", Revisión resumida. Oficina de Moscú para los Derechos Humanos.